# Manuel Bilches
Manuel Reinaldo Bilches (25 mei 1957) is een Argentijns voetbaltrainer. Van 2011 tot 2012 was hij trainer van het Curaçaos voetbalelftal. Daarvoor was hij onder andere trainer van de Indonesische club PSM Makassar (2006) en het nationale elftal van Belize (1999-2001).